# Aulacigaster mcalpinei
Aulacigaster mcalpinei är en tvåvingeart som beskrevs av Wayne N. Mathis och Amnon Freidberg 1994. Aulacigaster mcalpinei ingår i släktet Aulacigaster och familjen Aulacigastridae. Inga underarter finns listade i Catalogue of Life.